# Wioletta Szkudlarek
Wioletta Szkudlarek est une ancienne joueuse de volley-ball polonaise née le 27 juillet 1980 à Łódź. Elle mesure 1,93 m et jouait au poste de centrale.

## Clubs
| Club                  | De        | À         |
| --------------------- | --------- | --------- |
| ŁKS Łódź              | 1994-1995 | 1995-1996 |
| SMS PZPS Sosnowiec    | 1996-1997 | 1998-1999 |
| Bielsko-Biała         | 1999-2000 | 2000-2001 |
| Nike Węgrów           | 2001-2002 | 2001-2002 |
| Gwardia Wrocław       | 2002-2003 | 2002-2003 |
| Muszynianka Muszyna   | 2003-2004 | 2003-2004 |
| Gwardia Wrocław       | 2004-2005 | 2006-2007 |
| C V Ciutadella        | 2007-2008 | 2007-2008 |
| Gwardia Wrocław       | 2008-2009 | 2008-2009 |
| Hainaut Volley        | 2009-2010 | 2009-2010 |
| Allgäu Team Sonthofen | 2010-2011 | 2010-2011 |
| PLKS Pszczyna         | 2011-2012 | 2011-2012 |
| Impel Wrocław         | 2012-2013 | 2012-2013 |
| VC Oudegem            | 2013-2014 | 2013-2014 |
| Silesia Volley        | 2014-2015 | 2014-2015 |

## Palmarès
- Coupe de Pologne
  - Finaliste : 2003.
- Supercoupe de Belgique
  - Finaliste : 2013.